# Olympica Fossae
Le Olympica Fossae sono una struttura geologica della superficie di Marte.